# M.A.R. Barker
Muhammad Abd-al-Rahman Barker, né Phillip Barker le 3 novembre 1929 à Spokane et mort le 16 mars 2012 à Minneapolis, est un linguiste, professeur, écrivain et concepteur de jeu de rôle américain.
Il est notamment connu pour avoir créé, en 1974, l'un des premiers jeux de rôle, Empire of the Petal Throne.
Au-delà de son travail universitaire, Barker est aussi l'auteur de six romans de fantasy et de science-fiction, jamais traduits en français. Cinq de ces ouvrages ont pour cadre un univers de son invention, Tékumel. Un sixième roman, une œuvre d'anticipation ne faisant pas référence à Tékumel, est à caractère néo-nazie et antisémite et se déroule dans le futur de notre Terre.
Entre 1990 et 2002, Barker fut également un membre actif du comité consultatif éditorial du journal négationiste et pseudo-historique, Journal of Historical Review (en).

## Jeunesse
Né à Spokane, Washington, descendant d'ancêtres qui s'étaient initialement installés en Amérique en 1626, Barker a passé son enfance autour de Washington et de l'Idaho. Dans sa jeunesse, il s'intéressait « aux contes de fées, à l'histoire et à la littérature », et fut aussi influencé par des films tels que Le Voleur de Bagdad. Ces passions orientent ses « jeux de guerre » d'enfant vers la fantasy. C'est dans ces premiers jeux que se trouve l'origine des terres fictives de Tsolyanu et autres lieux imaginaires, qui deviendront plus tard Tékumel. Au cours de ses années collège et lycée, Barker continue de développer son univers et s'attèle également à la conception manuelle d'armées de figurines pour représenter ses créations. Toujours à un âge précoce, l'intérêt de Barker pour les langues fut piqué par les enfants de voisins d'origine basque, qui pouvaient exclure les autres de leurs conversations secrètes en utilisant leur langue maternelle,.

## Vie académique et relations artistiques
Alors que Barker étudiait à l'université de Washington sous la direction de Melville Jacobs, il était impliqué dans de petites publications de presse, écrivant des articles, des nouvelles et contribuant à des critiques pour les fanzines Fanscient et Sinisterra. Dans ce dernier, il publie une critique et des articles à propos de Jack Vance, concernant son livre récemment publié, La terre mourante,,,. Toujours à cette époque, Barker correspondait avec d'autres auteurs qui contribuaient à ces mêmes publications, notamment Lin Carter, qui était, comme lui, intéressé par la linguistique. C'est avec lui qu'il commencera à coucher sur papier les histoires qu'il imaginait depuis sa jeunesse,,.
En 1951, il reçoit la bourse Fulbright  pour étudier les langues de l'Inde et, lors de son premier voyage en Inde, également en 1951, il se convertit à l'islam « pour des raisons purement théologiques. Cela semblait être une religion plus logique », selon ce que rapporte Gary Fine, auteur et sociologue américain. Barker a quant à lui déclaré avoir ressenti un « sentiment [inimaginable] de crainte et d'extase religieuse » en entendant les récitations des 99 noms d'Allah au Taj Mahal.

## Études universitaires ultérieures et carrière
Barker a fréquenté l'université de Californie à Berkeley pour des études supérieures. Il y a rédigé une thèse sur la langue klamath, rassemblant des mythes traditionnels, des légendes, des contes et des histoires orales modocs, et publia plus tard un précis grammatical ainsi qu'un dictionnaire de la langue,.
Il a enseigné à l'Institut d'études islamiques de l'Université McGill à partir de 1958 environ et jusqu'en 1972. À partir de 1960, alors qu'il était rattaché à l'Université du Panjab, il participa au développement de matériel d'instruction en ourdou et en baloutche pour les étudiants anglophones. Certains de ces supports sont toujours recommandés pour l'enseignement universitaire en 2010. En 1972, il déménagea pour enseigner à l'Université du Minnesota à Minneapolis, où il a présidé le Département d'études sud-asiatiques jusqu'à sa retraite au début des années 1990, quelques années après la dissolution de ce département en raison d'un financement réduit.

## «Le Tolkien oublié»
Pendant son séjour à Berkeley, Barker n'avait pas mis de côté son projet d'univers de fantasy. En effet, malgré un rôle moins actif dans la communauté  de la science-fiction et de la fantasy, il avait commencé une ébauche de jeu avec un groupe de fans de science-fiction partageant la même vision que lui, dont ses collègues linguistes Bill Shipley et Victor Golla, produisant des documents élaborés pour soutenir l'exploration de ce monde commun.
Après avoir pu observer le lancement de Dungeons & Dragons par Mike Mornard, l'un des testeurs originaux de D&D, alors qu'il déménageait à Minneapolis depuis le lac Léman, Wisconsin, Barker décida de créer un ensemble de règles basé sur son propre monde en utilisant les mécanismes de jeu de D&D. Après six semaines de travail, il l'auto-publia en août 1974 sous le nom d'Empire of the Petal Throne. Les sessions de jeu commencèrent immédiatement, avec des membres occasionnels tels que Dave Arneson - qui désigna Barker et Tékumel comme étant respectivement son meneur de jeu et son jeu de rôle préférés.
Le jeu attira l'attention de Gary Gygax, cocréateur de D&D, et il fut décidé que l'entreprise Tactical Studies Rules publierait une version révisée des mécanismes du jeu ainsi qu'une version condensée de son décor de campagne. La version d'Empire of the Petal Throne par TSR fut publiée en 1975 lors de la Gen Con VIII, ce qui en fait le troisième jeu de rôle de TSR à être publié:8.
Dans un éditorial de Dragon Magazine de décembre 1976, l'éditeur Tim Kask a comparé le monde de Tékumel et la Terre du Milieu de J. R. R. Tolkien, non pas en termes de littérature créée, ni en estimant que le travail de Barker était dérivé de celui de Tolkien, mais plutôt par rapport à la profondeur de l'univers, des mythes et de la linguistique. Il conclut qu'« en termes de précision des détails, [...] EPT [Empire of the Petal Throne] surpasse la Terre du Milieu dans les questions qui intéressent le plus les joueurs ». Cela s'explique notamment par le fait que l'univers d'Empire of the Petal Throne fut créé par un habitué des wargames et des jeux de rôle, tandis que Tolkien, étant décédé peu de temps avant l'avènement de D&D, ne disposait pas d'une telle expérience.
Barker n'appréciait pas le peu de soutien que TSR donnait au décor de campagne et, après 1977, reprit les droits sur son monde à TSR. Il partagera ensuite Tékumel avec de multiples éditeurs supplémentaires : Imperium Publishing (1978), Adventure Games (1981), Game Science (1983–1984), Tékumel Games (1983–1986), Different Worlds Publications (1987–1988), TOME (1991–1994), Tita's House of Games (1997–2002), Zottola Publishing (2002–2003) et Guardians of Order (2005):8. En raison de l'amitié qui unissait Dave Arneson et Barker, Adventures Games, fondée par Arneson, a publié plusieurs livres liés à Tékumel, notamment des listes d'armées, des cartes et d'autres documents de référence généraux:39. Le roman de Barker se déroulant à Tékumel, The Man of Gold, a été publié par DAW en juillet 1984:238.
Bien que l'univers de Tékumel ait eu une longueur d'avance sur d'autres vastes campagnes de jeu de rôle, et bien que Barker ait vu son jeu sortir pas moins de quatre fois (avec divers suppléments et articles de magazines) et écrit cinq livres prenant place dans ce monde, Tékumel, encore aujourd'hui, n'est connu en littérature et dans le monde des JDR que de manière confidentielle. Cela a conduit le magazine allemand Der Spiegel à publier, en 2009, un article sur la vie de Barker, intitulé « Der vergessene Tolkien » (« Le Tolkien oublié »). L'article cite des amis et des connaissances, qui affirment que cela est peut-être dû, au moins en partie, à l'exotisme de ce monde par rapport aux cultures et sociétés occidentales, faisant écho aux observations de Gary Fine. Certains avancent que le jeu aurait été lancé trop tôt, alors que les pratiquants de JDR commençaient tout juste à exploiter les mondes qu'ils inventaient et ne voyaient pas nécessairement l'intérêt de cadres de jeu préconstruits ou d'arrière-plans d'origine littéraire.
En 2008, Barker fonda la Fondation Tékumel, en collaboration avec plusieurs de ses joueurs de longue date, afin de préserver et gérer les droits relatifs à ses créations à l'avenir. 

## Activités antisémites et négationistes
Barker a écrit un sixième roman, ne se déroulant pas dans le monde de Tékumel, sous le pseudonyme de Randolph D. Calverhall (probablement un jeu de mots sur Randolph de Caverhall, un ancêtre familial présumé,). Cet ouvrage, non-traduit en français, qui s'intitule Serpent's Walk (La marche du serpent), fut publié en 1991 par National Vanguard Books, la branche publicatrice de National Vanguard (en), une oganisation néo-nazi et suprémaciste blanche à l'origine de la publication, entre autres, du livre The Turner Diaries (Les Carnets de Turner).
Parsemé de multiples citations provenant de Mein Kampf de Adolf Hitler, La marche du serpent raconte comment des descendants de soldats S.S. entrés en résistance après la chute de l'Allemagne nazie se soulèvent un siècle plus tard pour prendre le contrôle des États-Unis d'Amérique. Pour cela, ils appliquent les "tactiques de leurs ennemis", principalement "en renforçant leur puissance économique et en achetant les médias qui façonnent l'opinion". La quatrième de couverture du livre indique aussi que "Un siècle après la guerre, [les descendants de ces S.S.] sont prêts à défier les démocrates et les juifs au près des américains blancs qui en ont assez du multiculturalisme et de l' 'égalité' imposés par le gouvernement".
En parallèle à l'écriture de La marche du serpent, Barker fut également, entre 1990 et 2002, un membre actif du comité consultatif éditorial du Journal of Historical Review (en), journal défenseur de théories négationnistes pseudo-historiques,.
En mars 2022, la Fondation Tékumel, sous la présidence du sociologue Victor J. Raymond PhD depuis le décès de Barker, a confirmé que Barker était bien l'auteur de La marche du serpent, et qu'il avait en effet été membre actif du Journal of Historical Review. La Fondation a désavoué les opinions que Barker exprime dans La marche du serpent, dont elle ne recevrait aucun droits d'auteur. La Fondation s'est aussi excusée de ne pas avoir reconnu l'origine de ce roman plus tôt. 

## Décès
Barker décéda le 16 mars 2012 à l'âge de 83 ans, laissant derrière lui sa femme, Ambereen Barker.